# Olympische Sommerspiele 1992/Teilnehmer (Bulgarien)
| Gelbes Symbol für Goldmedaillen mit stilisierten Olympischen Ringen | Graues Symbol für Silbermedaillen mit stilisierten Olympischen Ringen | Braundes Symbol für Bronzemedaillen mit stilisierten Olympischen Ringen |
| ------------------------------------------------------------------- | --------------------------------------------------------------------- | ----------------------------------------------------------------------- |
| 3                                                                   | 7                                                                     | 6                                                                       |

Bulgarien nahm an den Olympischen Sommerspielen 1992 in Barcelona mit einer Delegation von 138 Athleten (87 Männer und 51 Frauen) an 116 Wettkämpfen in neunzehn Sportarten teil. Fahnenträger bei der Eröffnungsfeier war der Ringer Iwajlo Jordanow.

## Teilnehmer nach Sportarten

### Badminton
| Männer - Jassen Borissow Einzel: 1. Runde Doppel: 1. Runde - Iwan Iwanow Einzel: 1. Runde Doppel: 1. Runde | Frauen - Emilija Dimitrowa Doppel: 1. Runde - Diana Knekna Doppel: 1. Runde - Victoria Wright Einzel: 1. Runde - Diana Kolewa Einzel: 1. Runde Doppel: 1. Runde - Neli Botewa Einzel: 1. Runde Doppel: 1. Runde |

### Bogenschießen
Männer
- Iwan Iwanow
Einzel: 35. Platz

### Boxen
Männer
- Daniel Petrow
Halbfliegengewicht: Silber
- Kirkor Kirkorow
Federgewicht: 1. Runde
- Swilen Rusinow
Superschwergewicht: Bronze
- Julijan Strogow
Fliegengewicht: 2. Runde
- Serafim Todorow
Bantamgewicht: Viertelfinale
- Tontscho Tontschew
Leichtgewicht: Viertelfinale
- Stefan Trendafilow
Mittelgewicht: Viertelfinale

### Gewichtheben
Männer
- Plamen Bratojtschew
Leichtschwergewicht: 5. Platz
- Iwan Tschakarow
Mittelschwergewicht: 5. Platz
- Iwan Iwanow
Fliegengewicht: Gold
- Stefan Botew
II. Schwergewicht: Bronze
- Sewdalin Mintschew
Fliegengewicht: DNF
- Mitko Mitew
Superschwergewicht: 5. Platz
- Nikolai Peschalow
Federgewicht: Silber
- Petar Stefanow
I. Schwergewicht: 5. Platz
- Neno Tersijski
Federgewicht: 4. Platz
- Joto Jotow
Leichtgewicht: Silber

### Judo
| Männer - Nikola Filipow Mittelgewicht: 9. Platz - Iwan Netow Halbleichtgewicht: 13. Platz - Orlin Rusew Ultraleichtgewicht: 13. Platz - Damjan Stojkow Schwergewicht: 9. Platz | Frauen - Emilija Wachewa Halbleichtgewicht: 20. Platz |

### Kanu
| Männer - Petar Godew & Milko Kasanow Kajak-Zweier, 500 Meter: Hoffnungslauf - Nikolaj Georgiew, Petar Godew, Milko Kasanow & Nikolaj Jordanow Kajak-Vierer, 1000 Meter: 8. Platz - Nikolaj Buchalow Canadier-Einer, 500 Meter: Gold Canadier-Einer, 1000 Meter: Gold - Martin Marinow & Blagowest Stojanow Canadier-Zweier, 500 Meter: Bronze Canadier-Zweier, 1000 Meter: 6. Platz | Frauen - Marija Kitschukowa & Bonka Pindschewa Kajak-Zweier, 500 Meter: Hoffnungslauf - Tanja Georgiewa, Marija Kitschukowa, Bonka Pindschewa & Kinka Rachewa Kajak-Vierer, 500 Meter: Hoffnungslauf |

### Leichtathletik
| Männer - Nikolaj Antonow 200 Meter: Halbfinale - Georgi Dakow Hochsprung: 14. Platz - Galin Georgiew Weitsprung: 19. Platz in der Qualifikation Dreisprung: kein gültiger Versuch in der Qualifikation - Ewgeni Ignatow 5000 Meter: Vorläufe/DNF - Nikolaj Kolew Diskuswurf: 22. Platz in der Qualifikation - Assen Markow 400 Meter Hürden: Vorläufe - Christo Markow Dreisprung: 21. Platz in der Qualifikation - Plamen Minew Hammerwurf: 21. Platz in der Qualifikation - Galin Nikow Stabhochsprung: 16. Platz in der Qualifikation - Nikolaj Raew Dreisprung: 43. Platz in der Qualifikation - Iwan Tanew Hammerwurf: 17. Platz in der Qualifikation | Frauen - Ljudmila Andonowa Hochsprung: 25. Platz in der Qualifikation - Swetla Dimitrowa Siebenkampf: 5. Platz - Jordanka Donkowa 100 Meter Hürden: Bronze - Zwetanka Christowa Diskuswurf: Silber - Stefka Kostadinowa Hochsprung: 4. Platz - Swetlana Lessewa Hochsprung: 34. Platz in der Qualifikation - Svetla Mitkova-Sınırtaş Kugelstoßen: 6. Platz - Stefania Simowa Diskuswurf: 8. Platz - Antoaneta Selenska Speerwurf: 16. Platz in der Qualifikation - Anelija Nunewa 100 Meter: 6. Platz 200 Meter: Viertelfinale |

### Moderner Fünfkampf
Männer
- Stefan Assenow
Einzel: 42. Platz
- Walentin Dschawelkow
Einzel: 46. Platz

### Radsport
Männer
- Kiril Georgiew
1000 Meter Zeitfahren: 21. Platz

### Reiten
- Ilian Iliew
Vielseitigkeitsreiten, Einzel: DNF

### Rhythmische Sportgymnastik
Frauen
- Marija Petrowa
Einzel: 5. Platz
- Diana Popowa
Einzel: 9. Platz

### Ringen
Männer
- Marian Awramow
Halbfliegengewicht, Freistil: 3. Runde
- Kalojan Baew
Halbschwergewicht, Freistil: 2. Runde
- Kiril Barbutow
Superschwergewicht, Freistil: 9. Platz
- Nikola Scheljaschkow Dimitrow
Bantamgewicht, griechisch-römisch: 3. Runde
- Rangel Gerowski
Superschwergewicht, griechisch-römisch: 2. Runde
- Walentin Gezow
Leichtgewicht, Freistil: Silber
- Stanislaw Grigorow
Federgewicht, griechisch-römisch: 7. Platz
- Dobri Iwanow
Weltergewicht, griechisch-römisch: 5. Runde
- Christo Christow
Mittelgewicht, griechisch-römisch: 3. Runde
- Atanas Komtschew
Schwergewicht, griechisch-römisch: 3. Runde
- Miroslaw Makaweew
Schwergewicht, Freistil: 10. Platz
- Rumen Pawlow
Bantamgewicht, Freistil: 5. Platz
- Nuran Pelikjan
Halbfliegengewicht, griechisch-römisch: 10. Platz
- Rachmat Sofiadi
Mittelgewicht, Freistil: 4. Runde
- Stojan Stojanow
Leichtgewicht, griechisch-römisch: 5. Runde
- Bratan Zenow
Fliegengewicht, griechisch-römisch: 5. Platz
- Rossen Wassilew
Federgewicht, Freistil: 4. Platz
- Iwajlo Jordanow
Halbschwergewicht, griechisch-römisch: 10. Platz
- Walentin Jordanow
Fliegengewicht, Freistil: Bronze
- Walentin Schelew
Weltergewicht, Freistil: 10. Platz

### Rudern
| Männer - Iwajlo Bantschew & Jordan Dantschew Doppelzweier: 16. Platz - Iwajlo Bantschew, Jordan Dantschew & Stefan Stojkow Zweier mit Steuermann: 15. Platz | Frauen - Violeta Ninowa Einer: 10. Platz - Galina Kamenowa & Daniela Oronowa Doppelzweier: 7. Platz - Teodora Sarewa & Violeta Sarewa Zweier ohne Steuerfrau: 6. Platz - Galina Anachriewa, Lalka Berberowa, Rumjana Nejkowa & Sewdalina Teocharowa Doppelvierer: 9. Platz - Lalka Berberowa, Lilija Stojanowa, Mariana Stojanowa & Mariana Jankulowa Vierer ohne Steuerfrau: 9. Platz |

### Schießen
| Männer - Iwan Dimitrow Schnellfeuerpistole: 24. Platz - Tanju Kirjakow Luftpistole: 7. Platz Freie Pistole: 8. Platz - Spas Koprinkow Lustpistole: 12. Platz Freie Pistole: 11. Platz - Emil Milew Schnellfeuerpistole: 20. Platz - Stojan Stamenow Luftgewehr: 31. Platz - Petar Saprjanow Kleinkaliber, liegend: 31. Platz | Offene Klasse - Anton Manolow Skeet: 57. Platz | Frauen - Marija Grosdewa Luftpistole: Bronze Sportpistole: 18. Platz - Wessela Letschewa Luftgewehr: Silber Kleinkaliber, Dreistellungskampf: 6. Platz - Nonka Matowa Kleinkaliber, Dreistellungskampf: Silber - Tanja Stanewa Luftpistole: 35. Platz - Anitsa Walkowa Luftgewehr: 10. Platz - Diana Jorgowa Sportpistole: 29. Platz |

### Schwimmen
| Männer - Denislaw Kalchew 200 Meter Schmetterling: 33. Platz 200 Meter Lagen: 26. Platz 400 Meter Lagen: 23. Platz - Dragomir Markow 100 Meter Rücken: 34. Platz 100 Meter Schmetterling: 32. Platz - Georgi Michalew 100 Meter Rücken: 15. Platz 200 Meter Rücken: 16. Platz - Christian Minkowski 100 Meter Schmetterling: 45. Platz 200 Meter Schmetterling: 35. Platz | Frauen - Marija Kochewa 100 Meter Rücken: 37. Platz 200 Meter Rücken: 36. Platz |

### Tennis
Frauen
- Katerina Maleewa
Einzel: 2. Runde
- Magdalena Maleewa
Einzel: Achtelfinale
- Elena Pampoulova
Einzel: 1. Runde

### Tischtennis
Frauen
- Daniela Gergeltschewa
Einzel: Gruppenphase

### Turnen
| Männer - Ilian Aleksandrow Einzelmehrkampf: 67. Platz in der Qualifikation Mannschaftsmehrkampf: 10. Platz Boden: 53. Platz in der Qualifikation Pferd: 79. Platz in der Qualifikation Barren: 79. Platz in der Qualifikation Reck: 51. Platz in der Qualifikation Ringe: 75. Platz in der Qualifikation Seitpferd: 69. Platz in der Qualifikation - Krassimir Dunew Einzelmehrkampf: 70. Platz in der Qualifikation Mannschaftsmehrkampf: 10. Platz Boden: 79. Platz in der Qualifikation Pferd: 58. Platz in der Qualifikation Barren: 58. Platz in der Qualifikation Reck: 77. Platz in der Qualifikation Ringe: 77. Platz in der Qualifikation Seitpferd: 51. Platz in der Qualifikation - Kalofer Christosow Einzelmehrkampf: 11. Platz Mannschaftsmehrkampf: 10. Platz Boden: 17. Platz in der Qualifikation Pferd: 30. Platz in der Qualifikation Barren: 24. Platz in der Qualifikation Reck: 31. Platz in der Qualifikation Ringe: 8. Platz Seitpferd: 24. Platz in der Qualifikation - Dejan Kolew Einzelmehrkampf: 91. Platz in der Qualifikation Mannschaftsmehrkampf: 10. Platz Boden: 91. Platz in der Qualifikation Pferd: 70. Platz in der Qualifikation Barren: 52. Platz in der Qualifikation Reck: 40. Platz in der Qualifikation Ringe: 91. Platz in der Qualifikation Seitpferd: 38. Platz in der Qualifikation - Georgi Lozanow Einzelmehrkampf: 90. Platz in der Qualifikation Mannschaftsmehrkampf: 10. Platz Boden: 63. Platz in der Qualifikation Pferd: 93. Platz in der Qualifikation Barren: 88. Platz in der Qualifikation Reck: 31. Platz in der Qualifikation Ringe: 80. Platz in der Qualifikation Seitpferd: 86. Platz in der Qualifikation - Jordan Jowtschew Einzelmehrkampf: 55. Platz in der Qualifikation Mannschaftsmehrkampf: 10. Platz Boden: 53. Platz in der Qualifikation Pferd: 58. Platz in der Qualifikation Barren: 58. Platz in der Qualifikation Reck: 77. Platz in der Qualifikation Ringe: 34. Platz in der Qualifikation Seitpferd: 37. Platz in der Qualifikation | Frauen - Sneschana Christakiewa Einzelmehrkampf: 90. Platz in der Qualifikation Mannschaftsmehrkampf: 12. Platz Boden: 86. Platz in der Qualifikation Pferd: 92. Platz in der Qualifikation Stufenbarren: 45. Platz in der Qualifikation Schwebebalken: 73. Platz in der Qualifikation - Tanja Maslarska Einzelmehrkampf: 82. Platz in der Qualifikation Mannschaftsmehrkampf: 12. Platz Boden: 74. Platz in der Qualifikation Pferd: 74. Platz in der Qualifikation Stufenbarren: 88. Platz in der Qualifikation Schwebebalken: 65. Platz in der Qualifikation - Silwija Mitowa Einzelmehrkampf: 11. Platz Mannschaftsmehrkampf: 12. Platz Boden: 8. Platz Pferd: 13. Platz in der Qualifikation Stufenbarren: 26. Platz in der Qualifikation Schwebebalken: 16. Platz in der Qualifikation - Kristina Panajotowa Einzelmehrkampf: 87. Platz in der Qualifikation Mannschaftsmehrkampf: 12. Platz Boden: 85. Platz in der Qualifikation Pferd: 88. Platz in der Qualifikation Stufenbarren: 62. Platz in der Qualifikation Schwebebalken: 86. Platz in der Qualifikation - Swetlana Todorowa Einzelmehrkampf: 83. Platz in der Qualifikation Mannschaftsmehrkampf: 12. Platz Boden: 81. Platz in der Qualifikation Pferd: 64. Platz in der Qualifikation Stufenbarren: 56. Platz in der Qualifikation Schwebebalken: 90. Platz in der Qualifikation - Deljana Wodenicharowa Einzelmehrkampf: 31. Platz Mannschaftsmehrkampf: 12. Platz Boden: 23. Platz in der Qualifikation Pferd: 59. Platz in der Qualifikation Stufenbarren: 68. Platz in der Qualifikation Schwebebalken: 35. Platz in der Qualifikation |

### Wasserspringen
Männer
- Petar Trifonow
Kunstspringen: 27. Platz in der Qualifikation